# Cultura celtibérica
Se denomina cultura celtibérica a la secuencia de diferenciación cultural del mundo celtibérico, con importantes diferencias de unas regiones a otras, que se desarrolló a lo largo de finales del II milenio a. C. y el I milenio a. C. El estudio de las necrópolis, que abarcan un período de casi seis centurias (siglos VI-I a. C.) y constituyen una de las principales señas de identidad de los celtíberos, y, más concretamente, la asociación de objetos depositados en los ajuares, ha permitido establecer una secuencia cultural del mundo celtibérico y conocer su estructura social, definiendo así una zona nuclear localizada en las altas tierras de la Meseta Oriental y el Sistema Ibérico en torno a la cabecera del Tajo, principalmente las cuencas altas del Henares y el Tajuña, el Jalón y el Duero. Esta extensa región se articula en dos grandes zonas: el Alto Tajo-Alto Jalón, con la que se vincula el valle del Jiloca, y el Alto Duero, cada una con su propia personalidad, pero con importantes puntos de contacto entre ellas. Este territorio resultaría más restringido que el que ofrece las fuentes históricas y la lingüística que, dada su fecha avanzada, reflejarían un estado ulterior en el proceso cultural celtibérico.

## Protoceltibérico (ca.siglos XIII-VIII-mediados del VIa.C.)
Se viene aceptando, de forma general, que en torno de la segunda mitad del siglo IX a. C., llega a su fin la cultura característica del Bronce final en la Meseta, Cogotas I, que tuvo una implantación escasa en el área de la meseta oriental, aunque se admite un desfase cronológico, con la pervivencia de ciertas tradiciones cerámicas propias de esta cultura en algunas zonas periféricas de la meseta.

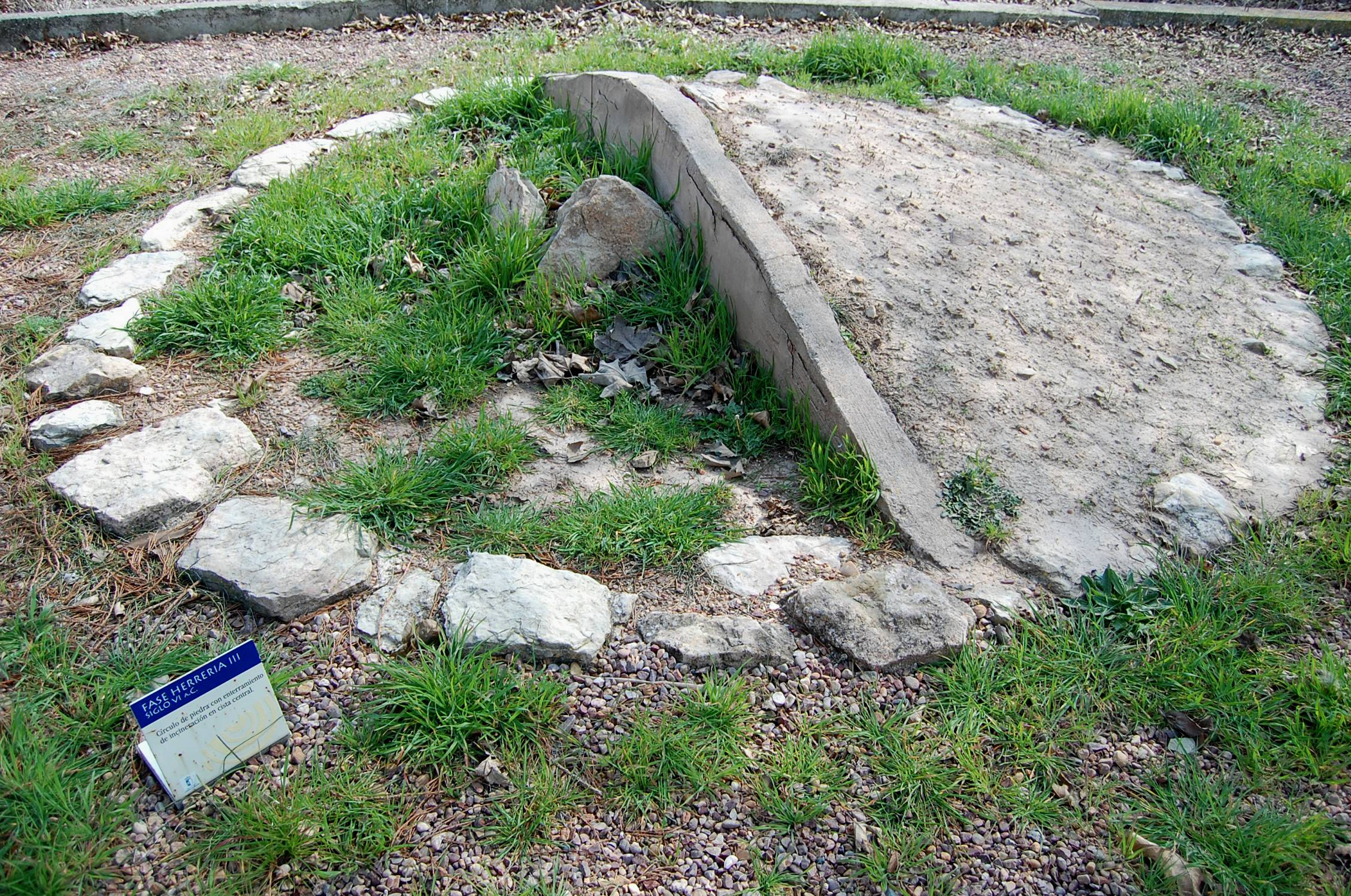
Reconstrucción de una tumba túmulo-cista en la necrópolis de Herrería I

 Sería en esta época cuando aparecen una serie de características, no conocidas en el sustrato anterior y precedente de prácticas que sirven para definir la cultura celtibérica clásica y que no desaparecerán hasta el proceso de aculturación romano.
En este periodo, se ha datado por medio de C-14 entre 1470-1209 a. C. en la necrópolis de Herrería I, las características de las necrópolis serían: rito de incineración, con tumbas planas o con señalización de estelas, sin ajuar cerámico o metálico y con ofrendas animales. Los poblados estarían formados por un número variable de cabañas de materiales endebles, (barro y ramajes), de forma ovalada o circular, sin estructuras defensivas visibles, aunque pudieron tener empalizadas o cercas de madera como forma de aislamiento, tipo Pico Buitre, (Espinosa de Henares), y Fuente Estaca, (Embid), ambos yacimientos en Guadalajara.

## Celtibérico Antiguo (ca.mediados delsigloVI-mediados delsigloVa.C.)

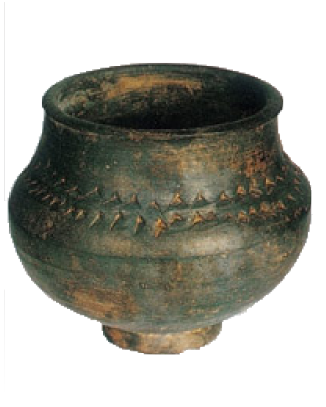
Urna celtibérica de cerámica excisa. Edad del Hierro I.

El Celtibérico Antiguo enmarca la primera fase cultural en la que se observa la mayoría de las características materiales que definen tradicionalmente a los celtíberos, ya en la I Edad del Hierro y que denotan asentamientos humanos sólidos y permanentes que se mantuvieron durante los siglos siguientes.
Los elementos materiales, definen este periodo, podemos diferenciarlos en dos grupos, el primero de ellos claramente vinculado al valle medio del Ebro: necrópolis exclusivamente de incineración en llano con tumbas planas y/o bajo túmulos, con los poblados en altura con sistemas defensivos, diseño urbano de calle central y viviendas rectangulares adosadas con cerámicas a mano bicónicas, cerámicas grafitadas, con decoración incisa o excisa, morillos prismáticos macizos, fíbulas de hierro, tipo navarro-aquitano y las primeras lanzas y cuchillos de ese metal, todo ello de la influencia de los Campos de Urnas del Hierro. El segundo grupo de elementos ofrece una filiación clara con el mundo levantino del Ibérico Antiguo: tinajas y jarras a torno pintadas, urnas de orejetas con tapas de botón bicónico, fíbulas de pivote.
Se perciben dos ámbitos con los que estos territorios mantuvieron relaciones, los intercambios hacia el norte, aparte de las influencias ya conocidas en el Protoceltibérico, las fíbulas navarro-aquitanas, confirman que durante la I Edad del Hierro se mantenían las rutas de intercambio, por donde llegarían las primeras piezas de hierro, piezas que debieron ser usadas como signo de identidad para determinados grupos sociales. La presencia de cerámica ibérica confirma las tempranas relaciones con el levante y la cultura ibérica.

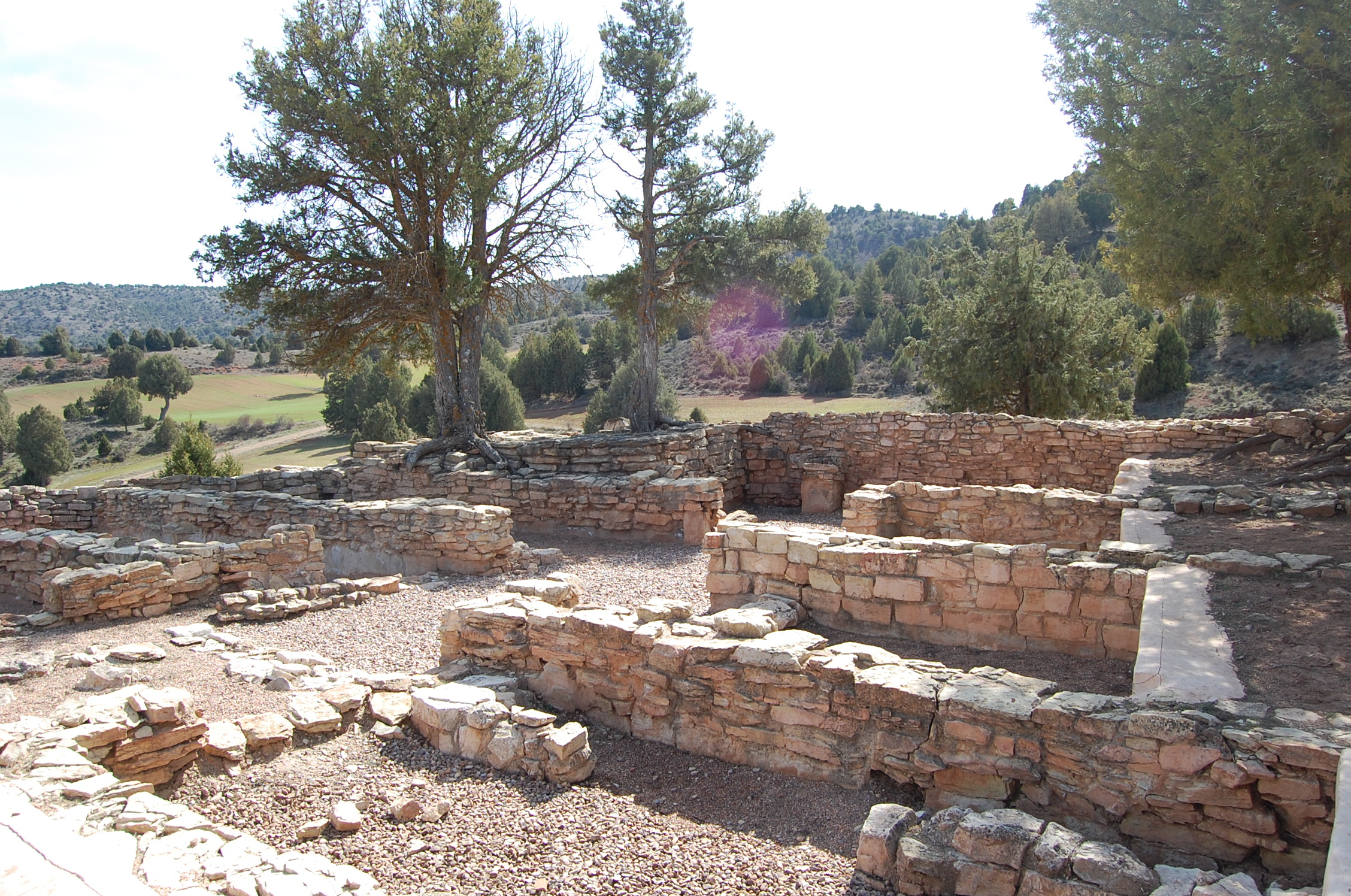
Vista del Castro celtibérico El Ceremeño

El número de yacimientos aumenta considerablemente en relación con el periodo anterior, generalizándose los hábitat en altura, rasgo definitorio del poblamiento celtibérico, son poblados de nueva planta y con sistemas defensivos más o menos complejos, principalmente murallas realizadas con piedras calizas sin trabajar, trabadas en seco, con dos paramentos, uno exterior y otro interior, rellenado el interior de piedras, con un grosor medio de 2,5 a 3 metros.
La nueva organización socioeconómica impulsaría el crecimiento demográfico y concentración de la riqueza y poder por parte de quienes controlan las zonas de pastos, las salinas, abundantes en toda la zona y esenciales para la ganadería y la conservación de alimentos, y la producción de hierro, favorecida por la proximidad de importantes afloramientos del Sistema Ibérico, que permitió desarrollar tempranamente un eficaz armamento, lo que explicaría la aparición de una organización social de tipo guerrero progresivamente jerarquizada, uno de los elementos fundamentales del desarrollo de la Cultura Celtibérica y en cuyo proceso de etnogénesis jugó un papel esencial como factor de cohesión.

## Celtibérico Pleno (ca.mediados delsigloV-finales delsigloIIIa.C.)

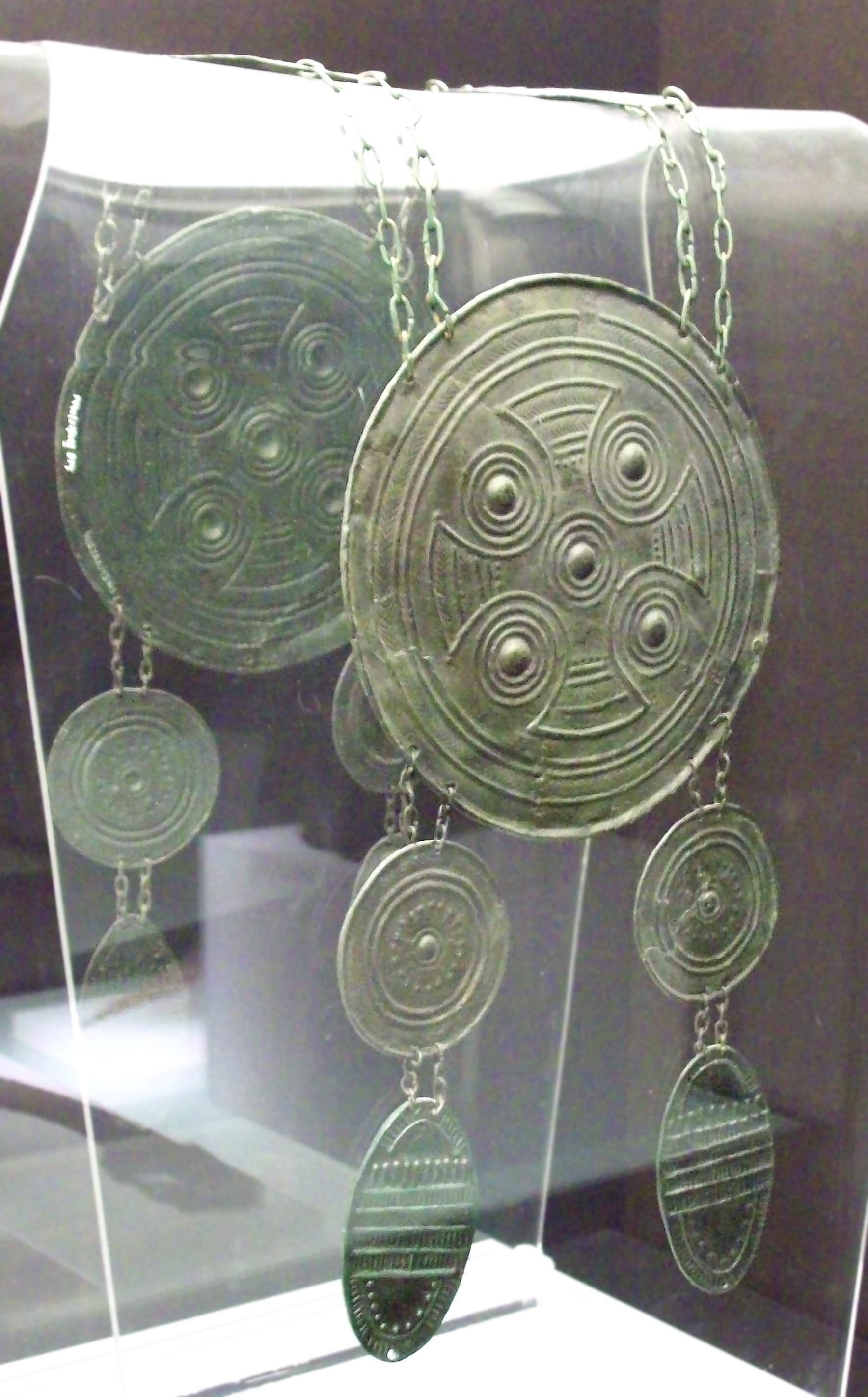
Pectoral de Bronce celtíbero, necrópolis de Aguilar de Anguita.

Un nuevo período se desarrolla a partir del siglo V a. C., durante el cual se pone de manifiesto variaciones regionales que permiten definir grupos culturales vinculables, a veces, con los populi conocidos por las fuentes históricas. El estudio de las necrópolis y especialmente, de los ajuares funerarios depositados en las tumbas, principalmente las armas, ha proporcionado un buen conocimiento de los mismos y su evolución, aunque la periodización no es fácil de corroborar con la información procedente de los poblados.
La creciente diferenciación social se manifiesta en las necrópolis, con la aparición de tumbas "aristocráticas" cuyos ajuares están compuestos por un buen número de objetos, algunos pueden se considerados excepcionales, como las armas broncineas de parada o las cerámicas a torno. Este importante desarrollo parece inicialmente circunscrito al norte de la provincia de Guadalajara, Alto Henares-Alto Tajuña, afluentes del Tajo, y a las tierras meridionales de la provincia de Soria, Alto Duero-Alto Jalón, como resultado de la riqueza ganadera de la zona, el control de las salinas, la producción de hierro o debido a su privilegiada situación geográfica, al tratarse del paso natural entre el valle del Ebro y la Meseta. El aumento del número de necrópolis puede asociarse con el aumento en la densidad de población, que conllevó una ocupación más sistemática del territorio.
En este periodo la espada se incorpora a los ajuares de las tumbas de guerrero. Se tratan de modelos de antenas y de frontón, que se documentan contemporáneamente en el mediodía peninsular, también se hallan puntas de lanza, de hasta 40 cm de longitud, usualmente acompañadas de sus regatones, soliferrea, y, posiblemente, pila. 

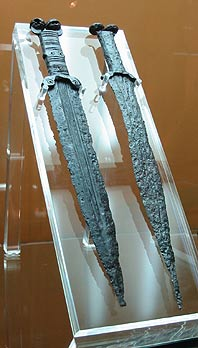
Espadas de antenas.

El escudo, con umbos de bronce o hierro, el cuchillo de dorso curvo y, en ciertos casos, discos-coraza y cascos, ambos realizados en bronce, completarían la panoplia. Es frecuente encontrar, junto a ellos, arreos de caballo, un signo más de la categoría del personaje al que acompañan. Un buen ejemplo de ello lo constituyen las necrópolis de Aguilar de Anguita, (provincia de Guadalajara) y Alpanseque, (provincia de Soria), en las que está presente la ordenación del espacio funerario en calles paralelas de estelas alineadas. Los ajuares de estos cementerios, adscritos a los momentos iniciales del Celtibérico Pleno, muestran una sociedad fuertemente jerarquizada, en las que las tumbas de mayor riqueza se vincularían con grupos aristocráticos.
Durante este período se produce la celtiberización de determinadas zonas adyacentes a los territorios nucleares del Alto Tajo-Alto Jalón-Alto Duero, que al final de esta fase, presentan características uniformes con el resto del territorio celtibérico. Así ocurre con el sector septentrional de la actual provincia de Soria, área montañosa perteneciente al Sistema Ibérico donde se individualiza la Cultura de los castros sorianos, que constituye uno de los grupos castreños peninsulares de mayor personalidad. Fechados entre los siglos VI-V, siendo abandonados la mayoría hacia mediados del siglo IV a. C. Se podría hablar de celtiberización del territorio serrano al relacionar el fenómeno de abandono y posibles transiciones violentas de los asentamientos de la serranía con el desarrollo de las necrópolis y poblados de la zona central de la cuenca alta del Duero, celtiberización que no llegaría a completarse, como lo demuestra el hecho de que el territorio se mantuviera al margen de las manifestaciones funerarias propias del ámbito árevaco. De manera similar, asistimos a un proceso de celtiberización de la margen derecha del Valle Medio del Ebro a partir de finales del siglo IV a. C.-inicios del siglo III a. C. o incluso después, toda vez que este territorio, durante los estadios iniciales de la cultura celtibérica, aparece vinculado al mundo del Hierro de tradición de Campos de Urnas del Ebro.

## Celtibérico Tardío (finales del III-sigloIa.C.)

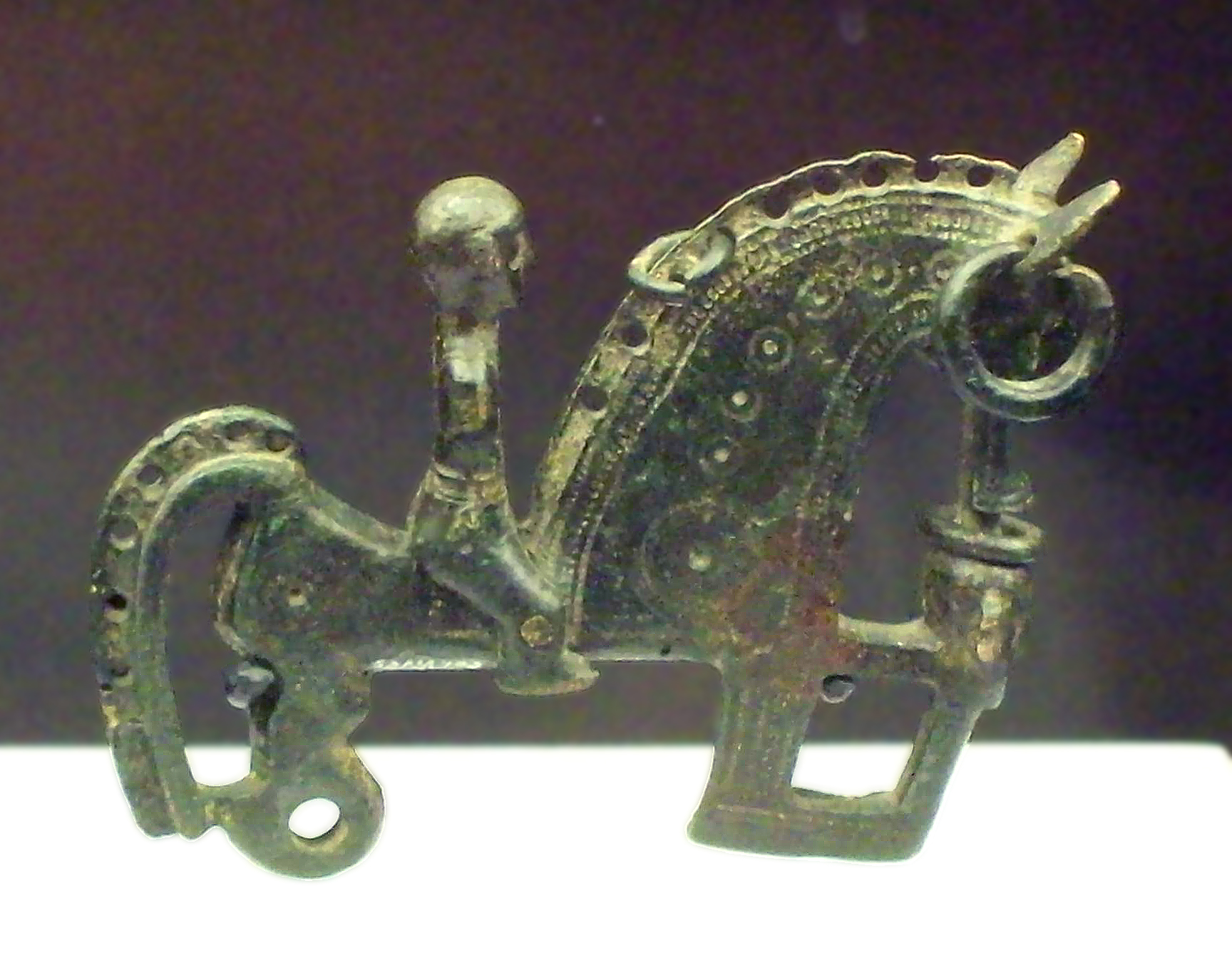
Fibula celtíbera.

Este es un periodo de transición y profundo cambio en el mundo celtibérico, la tendencia hacia formas de vida cada vez más urbanas es el hecho más destacado, tendencia que se enmarca entre el proceso precedente en el mundo tartesio-ibérico y el de la aparición de los oppida en Centroeuropa. En relación con este proceso de urbanización estaría la probable aparición de la escritura, que se documenta ya a mediados del siglo II a. C. en las acuñaciones numismáticas, pero la diversidad de alfabetos y su rápida generalización permite suponer una introducción anterior desde las áreas ibéricas meridionales y orientales. Asimismo hay que señalar la existencia de leyes escritas en placas de bronce.

Muestra de estos profundos cambios son los fenómenos de sinecismo documentados en las fuentes y la arqueología, y la transformación de la ideología funeraria reflejada en los ajuares, que explica el desarrollo de la joyería como elemento de estatus, que sustituye al armamento como símbolo de ese estatus.

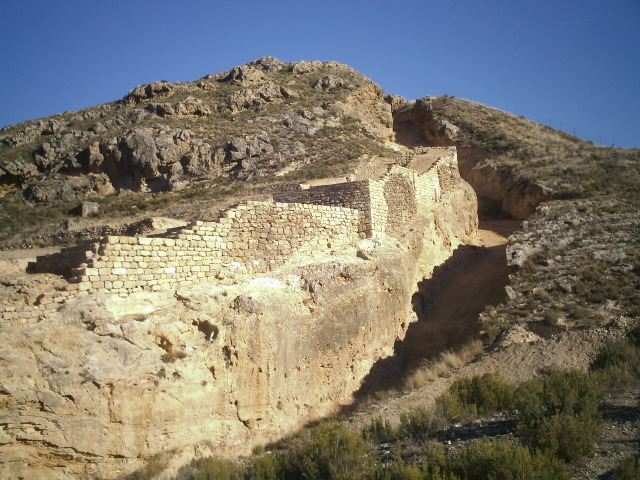
Contrebia Leukade. Muralla y foso celtíberos.

  En estos productos artesanales, como bronces y cerámicas, están fuertemente influidos por los íberos, lo que le otorga una indudable personalidad dentro del mundo céltico al que pertenecen estas creaciones, evidenciándolo sus elementos estilísticos e ideológicos.
Asistimos a un proceso de ordenación jerárquica del territorio, en el que el carácter urbano de los oppida se define por su significado funcional más que por el arquitectónico, aunque existían edificios públicos. En estos asentamientos se aprecia una ordenación interior según un plan previsto, presentando obras defensivas de gran espectacularidad, como el caso del foso de Contrebia Leukade, que supone una ingente inversión de trabajo colectivo. Son centros que acuñan moneda con su nombre, de plata los más importantes, y son la expresión de una organización social más compleja, con senado, magistrados y normas que regulan el derecho público.

### Celtibérico-Romano (133a.C.-sigloI)
El proceso de romanización resultará evidente desde el 133 a. C., con la destrucción de Numancia, caracterizando la última parte de la Cultura Celtibérica, que acabara en el siglo I a. C., en el que los antiguos oppida celtibéricos de Bilbilis, Uxama, Termancia o Numancia se han convertido en ciudades romanas incluso con rango de municipium.
Si la presencia romana va a condicionar de manera decisiva el hábitat indígena, la cultura material, en un principio, permanece inalterable e incluso conoce momentos de auge.

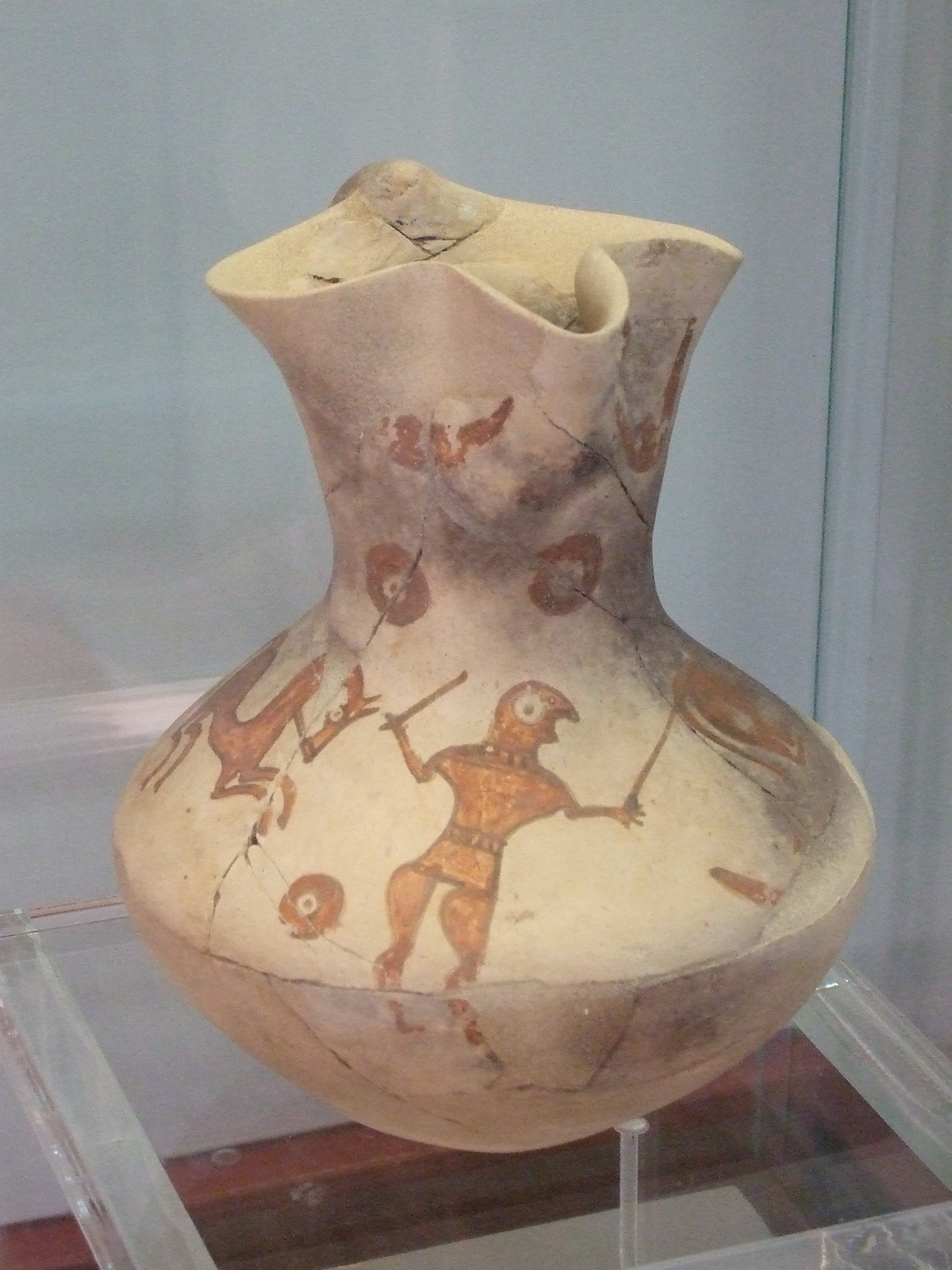
Jarra numantina, tipo pico vertedor.

### Cerámica
La cerámica alcanza un enorme desarrollo en esta época, evidenciándolo sus múltiples formas, algunas de ellas, las menos, inspiradas en piezas romanas, su variada decoración y sobre todo por la dispersión de estas producciones, que llegarán incluso a los confines occidentales de la península ibérica, también la existencia de centros de producción perfectamente identificables por sus rasgos estilísticos peculiares, como el foco numantino, con sus producciones policromas, y el círculo vacceo, caracterizado por temas como las gallináceas o los trazos sinuosos que cuelgan de diversos motivos de decoración.
Caracteriza esta última época la proliferación de formas cerámicas muy especializadas, como las cajitas, los sonajeros, los pies votivos, etc., ante todo se produce un enriquecimiento de las formas conocidas, como, las copas con anillas colgadas de las asas o las jarras, tipo pico vertedor. Pero es la decoración quien mejor documenta este momento de la cerámica celtibérica. Dejando aparte las cerámicas policromas, cuyo máximo exponente es el foco numantino, aunque también existen aunque más pobres, en Langa de Duero, Coca, Ciudad Rodrigo, Ávila, Segovia, Tariego y un largo etcétera, las representaciones monocromas de figuras humanas y de animales, como el vaso de los jinetes de Las Cogotas y las representaciones de gallináceas de El Soto de Medianilla y de Ávila, estas últimas de color vinoso lo que constituye una novedad en la decoración de este período.

### Ajuares funerarios
Estos cambios en las decoraciones cerámicas, que evidencian una nueva sensibilidad, cabría ponerlos en relación con las modificaciones de las costumbres funerarias, como la sistemática miniaturización de los ajuares funerarios, numerosas tumbas de este período contienen diversos objetos de hierro, tales como azadas, trébedes, parrillas y vasos cerámicos de muy reducidas dimensiones, aunque no se sabe cuándo empezaría a producirse ni el porqué, tal costumbre debió comenzar con anterioridad.

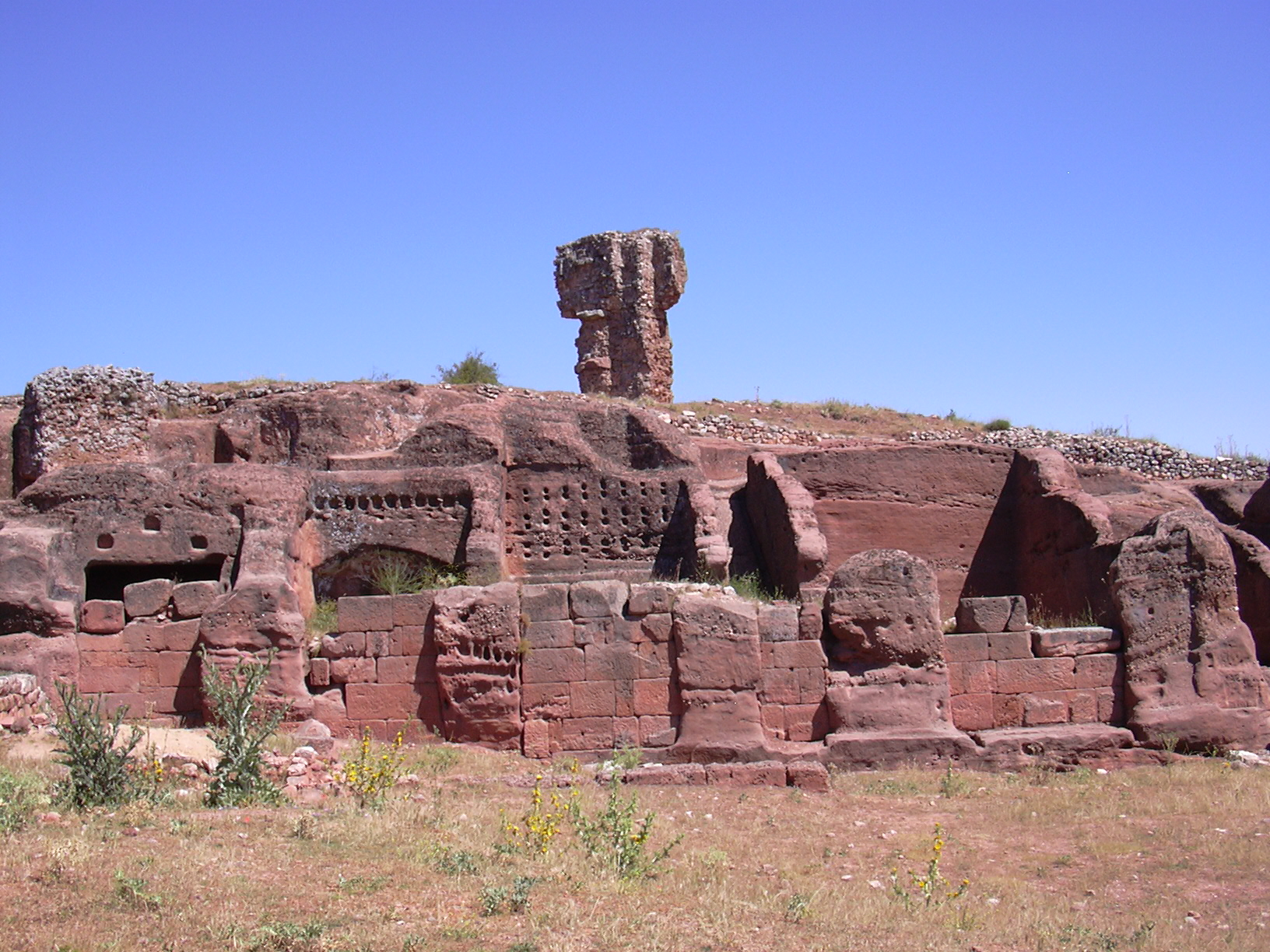
Ciudad celtibérica de Tiermes

### Hábitat
La presencia romana condicionó decisivamente las características del hábitat indígena. Fue una idea común que la conquista significó, bajo el punto de vista del poblamiento, un cambio sustancial, en el sentido del abandono de los emplazamientos defensivos por otros en el terreno, o cuanto menos, en zonas menos elevadas.
La arqueología nos informa del limitado alcance de tal visión, la mayoría de los asentamientos anteriores sobreviven en el mismo emplazamiento, hasta la época de las guerras sertorianas e incluso, algunas, hasta las guerras civiles del final de la República romana.
En este momento terminal de la cultura celtibérica se produce también modificaciones en la arquitectura doméstica, donde se pasa de la típica casa cuadrada, más o menos, común a complejos de varias habitaciones cuadrangulares, llegando en los castros de Ulaca y el Raso en la provincia de Ávila a un tipo de vivienda con porche y vestíbulo y una serie de habitaciones distribuidas en torno a la cocina. Estamos ante un tipo de viviendas más complejas y extensas, que pasan de ser espacios únicos a constituir un conglomerado de habitaciones que responderían a una organización doméstica más especializada.

### Lengua y epigrafía
El celtibérico, fue una lengua indoeuropea perteneciente a la subfamilia celta, con ciertos rasgos arcaicos, emparentado con el galo y el lepóntico. La adopción del sistema de escritura ibérica, una combinación de alfabeto y silabario, debió producirse en un momento relativamente avanzado, seguramente el siglo II a. C., los textos más antiguos en alfabeto latino y lengua indígena corresponden ya a la primera centuria antes de nuestra era.
La escritura celtibérica presenta ciertas particularidades en la forma de representar las nasales, que permiten diferenciar con claridad dos variedades epigráficas, cuya distribución viene a coincidir con la tradicional división interna de la Celtiberia histórica.
Los epígrafes celtibéricos son de distinto tipo, documentos de gran extensión, téseras de hospitalidad, leyendas monetales, grafitos sobre vasos cerámicos, estelas funerarias e inscripciones rupestres de carácter religioso.

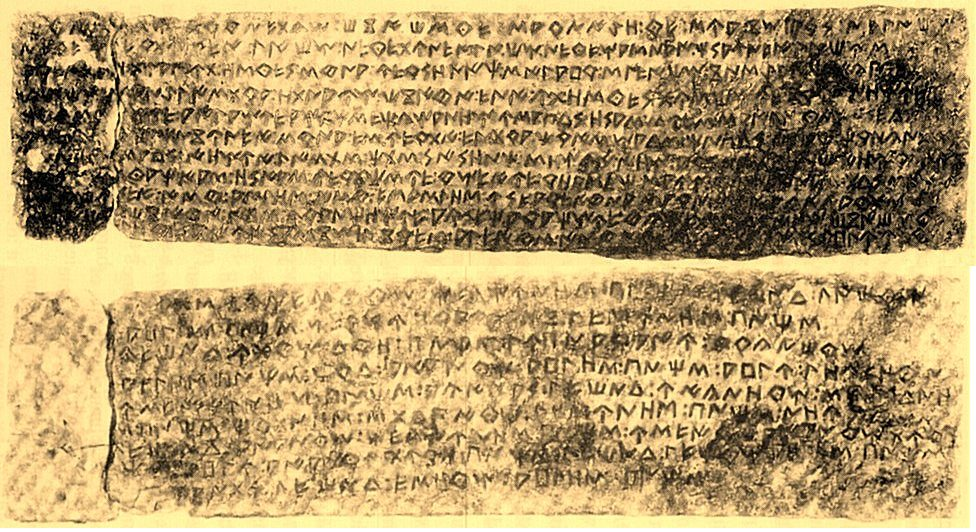
Bronce de Botorrita I

#### Documentos de gran extensión
Estos documentos están inscritos en placas de Bronce, y se localizaron, el primero en 1970, al pie del Cabezo de las Minas, en el oppidum de Contrebia Belaisca en Botorrita, Zaragoza, es la inscripción indígena más extensa de todas las halladas en la península ibérica y uno de los textos más importantes de todo el mundo céltico continental.

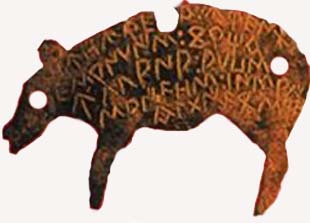
Tésera de Uxama

#### Téseras de hospitalidad
Las téseras, en escritura ibérica o latina, constituyen el tipo de documento celtibérico más interesante, remitiendo a una institución tan típicamente indoeuropea como el hospitium. Este tipo de documentos del mundo clásico, donde están perfectamente documentado, existirían dos piezas similares, que quedarían en posesión de los participantes en el pacto. La mayor parte están realizadas en bronce aunque también se conoce alguna en plata, presentan figuras zooformas, siendo la más representada el jabalí, apareciendo también toros, aves de distinto tipo, peces, delfines. Igualmente se usan figuras geométricas, manos entrelazadas o, incluso, una cabeza humana, existiendo también sencillas placas cuadrangulares.

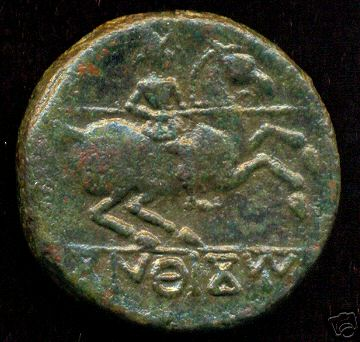
Reverso moneda de Contrebia Carbica

#### Leyendas monetales
Este tipo de inscripciones presentan un repertorio limitado de opciones: étnicos o topónimos, acompañados a veces de signos aislados o abreviaturas. Ejemplos de estas leyendas serían Konterbia, Contrebia (topónimo en nominativo singular); sekotias lakas, de Secontia Lanka (topónimo en genitivo singular); sekisamos, los de Segisama (étnico en nominativo de plural); kontebakom, de los de Contrebia (étnico en genitivo de plural). El inicio de las acuñaciones de las cecas celtibéricas tuvo lugar en la primera mitad del siglo II a. C., fecha admitida de forma general para las de sekaisa, la Segeda de las fuentes clásicas.

#### Grafitos
También está documentado entre los hallazgos de la cultura celtibérica, los grafitos sobre vasos cerámicos, algunos de ellos simples marcas o signos interpretados como símbolos de propiedad.

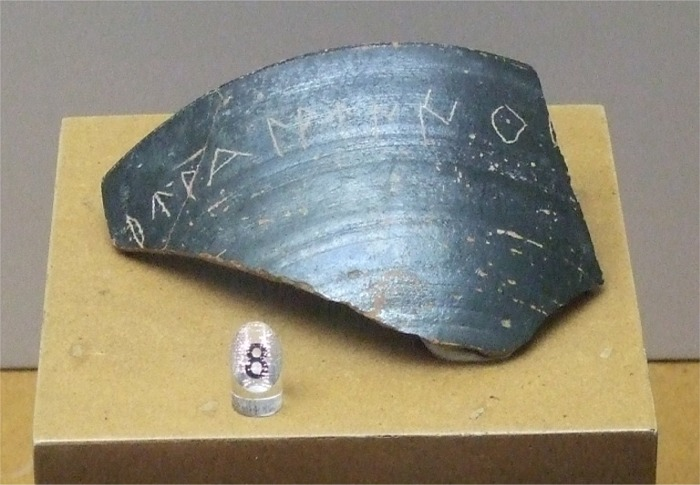
Grafito sobre cerámica. Segeda

#### Lápidas funerarias
Otro conjunto de inscripciones lo constituyen las lápidas funerarias, la más interesante no procede de Celtiberia sino de Ibiza y presenta la fórmula onomástica celtibérica completa, con mención del origen:

#### Inscripciones rupestres
De tipo religioso, a pesar de las dificultades de comprensión, serían algunas de las inscripciones rupestres de Peñalba de Villastar (Teruel), este es el caso de la llamada inscripción grande, un texto en alfabeto latino en el que se menciona varias veces al dios céltico Lugu.
| Predecesor: Cultura de los campos de urnas Cultura ibérica | Culturas de la península ibérica Edad del Hierro 950 a. C.-siglo I a. C. | Sucesor: Romanización de Hispania |